# Буллеров скворец
Буллеров скворец (лат. Aplonis mavornata) — исчезнувший вид птиц из рода скворцов-аплонисов (Aplonis), обитавший на островах Кука и на острове Мауке, где он был открыт английским натуралистом Блоксхэмом.

## Внешний вид
Длина около 18 см, длина клюва 2,5 см, цевки 2,74 см, хвоста - 6,4 см. Размах крыльев 32 см. Оперение темно-коричневое, брюшко чуть светлее. На перьях туловища заметны более светлые каёмки, на маховых перьях они почти не видны. Внешностью и образом жизни, вероятно, напоминал полинезийского скворца, широко распространенного на юге Океании.

## Вымирание
Известен по единственному экземпляру, обнаруженному в коллекции птиц, привезённой экспедицией Дж. Кука. В природе его никто не видел. Неизвестно даже, на каком острове был убит этот экземпляр. Поиски буллерова скворца на островах Общества и Кука, результатов не дали. По-видимому, вымер в середине XIX века.